# Firewalker
Firewalker  (br: Os Aventureiros do Fogo) é um filme produzidos nos Estados Unidos de 1986, realizado por J. Lee Thompson.

## Sinopse
Dois homens com o gosto pela aventura, Max Donigan (Chuck Norris), um ex-fuzileiro, e Leo Porter (Louis Gossett Jr.), o seu melhor amigo, são procurados por Patricia Goodwyn (Melody Anderson), que acredita que seja autêntico o mapa de tesouro que possui, que leva até uma cidade asteca perdida que tem um templo cheio de ouro.
Além dos problemas naturais numa expedição desta dimensão, eles ainda são perseguidos por "El Coyote" (Sonny Landham), um inimigo deles, que não descansa enquanto não conseguir aquilo que tanto deseja.

## Elenco
- Chuck Norris (Max Donigan)
- Louis Gossett Jr. (Leo Porter)
- Melody Anderson (Patricia Goodwin)
- Will Sampson (Tall Eagle)
- Sonny Landham (El Coyote)
- John Rhys-Davies (Corky Taylor)
- Ian Abercrombie (Boggs)
- Richard Lee-Sung (General)
- Álvaro Carcaño (Willie)
- John Hazelwood (Tubbs)